# Гоппенраде
Гоппенраде (нім. Hoppenrade) — громада в Німеччині, розташована в землі Мекленбург-Передня Померанія. Входить до складу району Росток. Складова частина об'єднання громад Краков-ам-Зе.
Площа — 28,76 км2. Населення становить 637 ос. (станом на 31 грудня 2020).

## Галерея

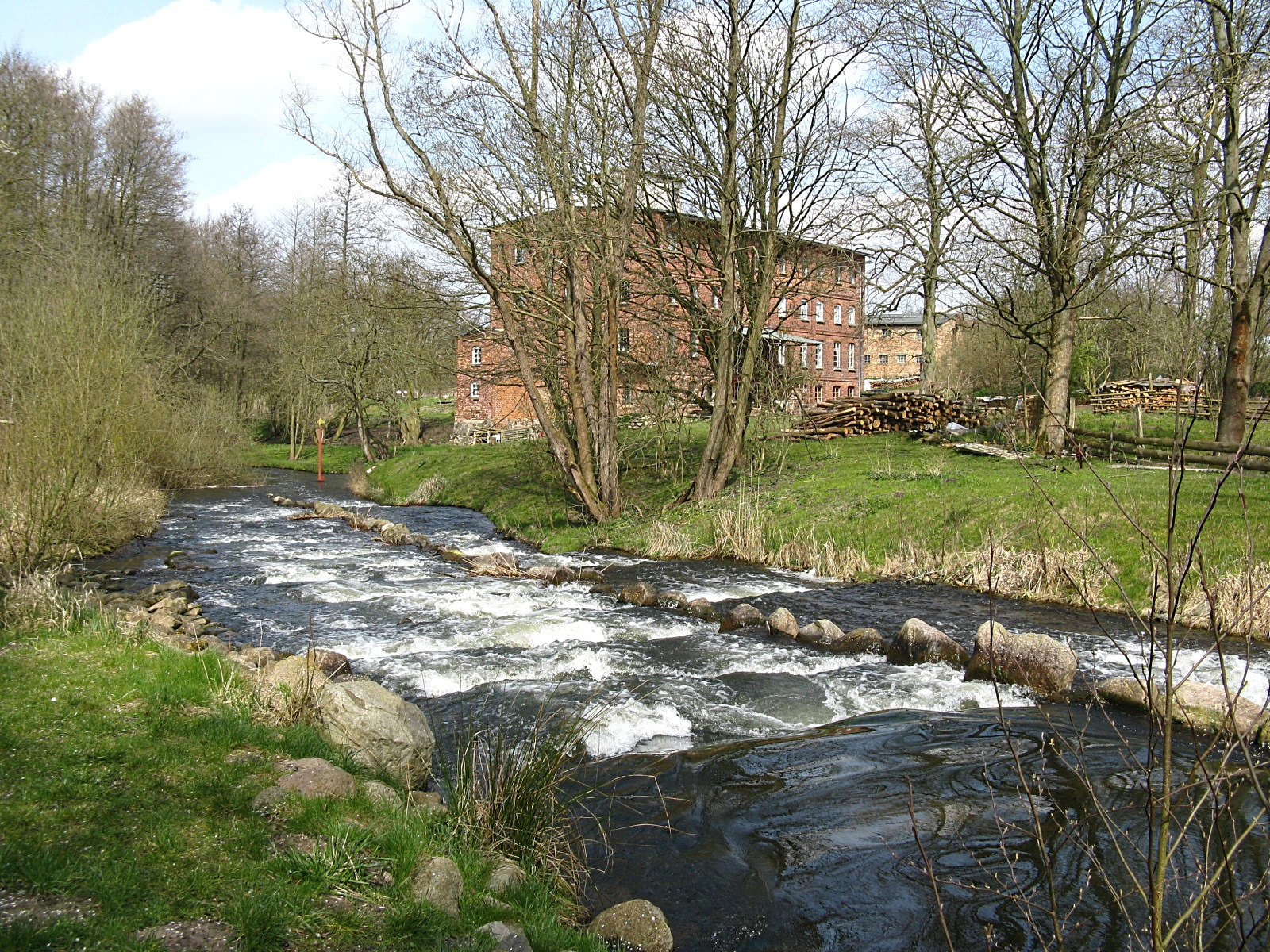